# Incendio en la cárcel de Tangerang de 2021
El incendio de la prisión de Tangerang fue un incendio que ocurrió en un bloque carcelario abarrotado en la ciudad de Tangerang, Banten, Indonesia, en el Gran Yakarta. El incendio comenzó aproximadamente a las 01:45 WIB del 8 de septiembre de 2021 (18:45 UTC, 7 de septiembre) en el sector C de la prisión de Tangerang, matando a 41 reclusos e hiriendo a otros 75. Más víctimas sucumbieron a sus heridas en los días siguientes, elevando el número de muertos a un total de 49 personas.

## Antecedentes
El sistema penitenciario de Indonesia ha estado superpoblado durante años, en parte debido a las estrictas leyes que rigen los narcóticos y un enfoque en el encarcelamiento en lugar de la rehabilitación de quienes las violan. El sector C (Chandiri Nengga), el bloque penitenciario afectado, mantenía a los reclusos encarcelados por delitos relacionados con las drogas. La prisión de Clase I en Tangerang tenía una capacidad para 600 personas, pero albergaba a más de 2.000 reclusos. El sector C se había construido para albergar a 38 reclusos, pero había albergado a 122 en el momento del incendio. ,
La prisión de Tangerang, oficialmente conocida como Instalación Correccional de Clase I de Tangerang (en indonesio: Lembaga Pemasyarakatan Klas I Tangerang), fue construida en 1972 en sustitución de la prisión de Glodok, que en ese momento había sido vendida a una empresa privada. La prisión fue inaugurada el 6 de diciembre de 1982 por el director general de Prisiones. Aunque inicialmente la prisión estaba destinada a encarcelar a delincuentes de cuello blanco, una oleada de delitos relacionados con las drogas en 2008 llevó al gobierno a trasladar a los delincuentes relacionados con las drogas a la prisión. A partir de 2016, el 60% de los reclusos en la prisión fueron encarcelados debido a casos relacionados con las drogas.

## El incendio
El incendio se inició a las 01:45 hora local, cuando ocurrió un pequeño incendio en el sector C2 del penal. Un empleado de la prisión, Iyan Sofyan, escuchó gritos desde el interior de las celdas del sector. Varios otros guardias y guardias intentaron evacuar todo el sector, pero solo pudieron evacuar a 20 reclusos. El sector albergaba a los presos detenidos por delitos relacionados con las drogas y tenía una capacidad para 38, pero al menos tres veces, que estaban alojados allí con una portavoz del departamento de correcciones del ministerio que informó que 122 personas estaban alojadas en un espacio para 38.
De acuerdo con los protocolos de la prisión, los internos fueron mantenidos en celdas cerradas, pero a medida que el fuego se extendió, los empleados de la prisión no lograron abrir todas las habitaciones. Todas las muertes ocurrieron en las celdas cerradas. Los bomberos fueron alertados del desastre poco después y se desplegaron alrededor de 30 camiones de bomberos. Los camiones de bomberos llegaron al lugar a las 02:00, tenían el fuego bajo control alrededor de las 03:00, y finalmente extinguieron las llamas aproximadamente dos horas después de que comenzaran.
Varios funcionarios indonesios llegaron de inmediato al lugar. El jefe de policía de Yakarta, el inspector general M. Fadil Imran, llegó por la mañana y desplegó alrededor de 150 policías, en su mayoría miembros de Brimob, para asegurar los perímetros de la prisión. La ministra de Derecho y Derechos Humanos, Yasonna Laoly, y el viceministro Edward Omar Sharif Hiariej lo siguieron poco después, alrededor de las 10 a. M., Hora local.

## Víctimas
Inmediatamente después del incendio, 41 reclusos murieron, otros ocho resultaron gravemente heridos y 73 levemente heridos. Las víctimas heridas fueron trasladadas al Hospital Sitanala y al Hospital General Tangerang Regency. Un día después del incendio, tres víctimas gravemente heridas murieron en el hospital, con lo que el número de muertos asciende a 44. El número de muertos aumentó a 46 seis días después del incendio.
La mayoría de los reclusos muertos fueron encarcelados por delitos relacionados con las drogas, mientras que otros varios fueron encarcelados por terrorismo y asesinato.. Dos de los presos muertos eran extranjeros: uno de Sudáfrica y otro de Portugal. Todos los reclusos heridos fueron condenados por cargos relacionados con las drogas.

## Consecuencioas
El miembro del Consejo Representativo del Pueblo, Syarifuddin Sudding, exigió la responsabilidad de Laoly con respecto al incidente. En respuesta a las demandas, Laoly formó cinco equipos para ayudar en el manejo del incidente, siendo cada equipo responsable de la identificación de las víctimas, los funerales de las víctimas, la recuperación familiar de las víctimas, la coordinación del manejo o las relaciones públicas.
El presidente de Indonesia, Joko Widodo, a través de su portavoz Fadjroel Rachman, entregó sus condolencias a las víctimas y manifestó su expectativa de que el desastre pudiera manejarse con pocas víctimas. Tras el accidente, Laoly anunció que se indemnizaría a los familiares de las víctimas. Cada familiar más cercano del fallecido recibiría 30 millones de rupias (2120 dólares estadounidenses).
El alcalde de Tangerang Arief Rachadiono Wismansyah anunció que la ciudad proporcionaría una compensación económica a los familiares de las víctimas.